# ピークス

市旗

ピアウイ州内におけるピークスの位置

ピークス (Picos) はブラジル連邦共和国北東部地域のピアウイ州にある自治体。ピークスは州で3番目の規模を持つ都市であり、ピアウイ州南部の中央に位置し、地域で最も経済的に発展した都市である。
この都市の金融的な繁栄は地理的位置と結びついており、特に燃料と蜂蜜における「商業の中枢」としての地位をピークスに与えた(ピークスは『蜂蜜の首都』の異名でも知られる)。人口は78,431人（2020年）である。